# Hospital Interzonal General de Agudos Dr. José Penna
El Hospital Interzonal General de Agudos Dr. José Penna, más conocido como Hospital Penna o HIGA Dr. José Penna, es una institución de salud perteneciente al Gobierno de la Provincia de Buenos Aires y operado a través del Ministerio de Salud del mismo. Se encuentra ubicado en Avenida Lainez 2401, en la ciudad de Bahía Blanca.

## Historia
El "Policlínico de Bahía Blanca", tal la denominación primera del Hospital "Dr. José Penna", nació como una imperiosa necesidad de atender cada día mayor cantidad de vecinos de la región que, en procura del alivio de su salud, llegaban al Hospital Municipal de Bahía Blanca, que había abierto sus puertas en 1889 y que en pocos años vio saturadas sus modestas instalaciones de la calle Estomba al 900.
Dos administraciones provinciales del primer cuarto de siglo comprometieron sus esfuerzos en la concreción de un hospital zonal: las de los gobernadores Luis Cantilo y Valentín Vergara. Este último había sido intendente de Bahía Blanca en 1911 y asumió la magistratura provincial en 1926. Su conocimiento de la ciudad y la región, unido a su reconocida eficiencia, permitieron que rápidamente se concretara el viejo anhelo. De estilo conocido como "francés", el Policlínico constó de veintiún cuerpos de edificios que sumaron más de trece mil metros cubiertos y costaron tres millones trescientos mil pesos de entonces. Se habilitó para el centenario de la ciudad de Bahía Blanca, el 28 de abril de 1928, aunque la inauguración oficial se llevó a cabo el 27 de abril de 1930, con la participación de autoridades locales y provinciales. En 1957 se lo designó con el nombre actual: Hospital Interzonal General de Agudos "Dr. José Penna", en memoria del médico sanitarista y epidemiólogo que alcanzó renombre mundial por sus investigaciones.
Durante la década del ´70, el crecimiento de Bahía Blanca, Punta Alta y otras ciudades de la zona inmediata hicieron pensar en una ampliación de aquellas instalaciones que ya evidenciaban signos del paso del tiempo. Acertadamente, se optó por construir un nuevo edificio y no modificar o ampliar las existentes. En el primer semestre del año 1973, se inician las obras de un gigantesco complejo sanitario, moderno y de alta complejidad. La inauguración oficial se realizó el 17 de agosto de 1984, con la presencia del ministro de Salud de la Nación, el gobernador provincial y otras altas autoridades.[cita requerida]Actualmente es el centro de referencia del sur bonaerense que ya atendía a más de 2.600 consultas mensuales por este servicio. 
En el año 2019 se reformó la guardia, una imperiosa necesidad debido al aumento de la población de la zona de influencia; durante el mandato de María Eugenia Vidal se denunciaron una serie de irregularidades en el hospital debido a una serie de muertes de bebes recién nacidos en el sector neonatología. su directora Marta Bertoni, fue denunciada por la presencia de los roedores,  matafuegos vencidos, residuos patogénicos y las distintas falencias detalladas en un informe de la Superintendencia de Riesgo del Trabajo.

## Instalaciones

### Guardia
Las nuevas instalaciones cuentan con un área de recepción donde funciona un sistema de triage, tres puestos de shock room equipados y un total de 19 camas: 9 de observación y 10 de internación. Ahora dispone también de un sector dividido para la atención pediátrica y para adultos, con un total de 6 consultorios.

## Ubicación
El complejo del Hospital se encuentra ubicado en la Avenida Lainez 2401, y el ingreso a la guardia por calle Necochea 1200.

## Zona de influencia
La zona de influencia del Hospital es toda la Región Sanitaria I. La Región Sanitaria I está ubicada en el sur de la Provincia de Buenos Aires, abarca el 25% de su superficie (80.314 km²) y tiene una extensión de 300km de este a oeste y de 500 km, de norte a sur. Es la región con mayor extensión territorial. La componen 15 partidos; Adolfo Alsina, Adolfo Gonzales Cháves, Bahía Blanca, Coronel Rosales, Coronel Dorrego, Coronel Pringles, Coronel Suárez, Guaminí, Monte Hermoso, Patagones, Puán, Saavedra, Tornquist, Tres Arroyos y Villarino. La población total (según en censo 2010), de esta región asciende a 655.792 habitantes. A pesar de la gran extensión territorial, la densidad poblacional es baja, concentrándose casi la mitad en la ciudad de Bahía Blanca. La concentración de habitantes oscila entre 2,2 habitantes por km² en los distritos menos poblados y los 131.1 habitantes por km² en aquellos donde hay mayor concentración de pobladores.

## Estadísticas
Las consultas en guardia para el año 2018 fueron de 35.774, representando el 29,8% para la especialidad de pediatría, el 28,4% para la guardia de tocogineocologia y 18,% para clínica. El resto se lo reparten entre traumatología, salud mental, cirugía y RCP. En el año 2018 las consultas por consultorios externos fueron de más de 85.000. Las principales especialidades consultadas son clínica, salud materno-infantil, traumatología, odontología y salud mental. El 93% de los pacientes que consultaron por guardia en el año 2018 carecían de cobertura social. Consto con un presupuesto de 155 millones de pesos en el año 2018. El hospital Penna se realizan más de 2500 partos anuales, única maternidad pública de alta complejidad en el sur de la provincia de Buenos Aires. Son derivados a este nosocomio pacientes obstétricas complejas no solo de la Prov. De Bs. As. sino también de la Pampa y norte de la provincia de Río Negro.

## Servicio de internación
Actualmente el hospital se encuentra en proceso de organización a través de cuidados progresivos. Este esquema se organizan los servicios hospitalarios según las necesidades de atención del paciente. Así, el paciente recibe los servicios hospitalarios según el grado en que lo requiera, en el momento más oportuno y en el sitio y área del hospital más apropiado a su estado clínico”. Quedan excluidos de este sistema de internación el área Materno-Infantil y Salud Mental.
- Cuidados Progresivos
- Pediatría
- Terapia Intensiva Pediátrica
- Ginecología y Obstetricia
- Neonatología
- Salud Mental

## Consultorios externos

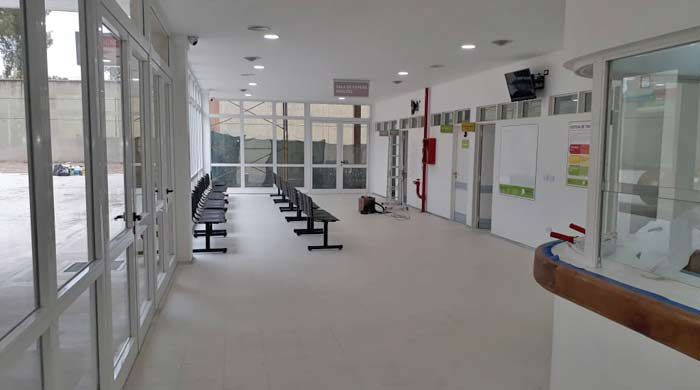
Nueva sala de espera de la Guardia del H. Penna

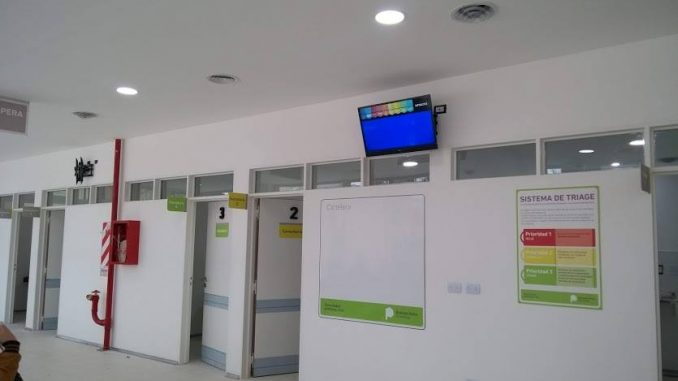
Nueva sala de espera de la Guardia del H. Penna

El hospital cuenta con múltiples especialistas en:
- Alergia
- Cardiología
- Clínica Médica
- Dermatología
- Endocrinología
- Fonoaudiología
- Gastroenterología
- Ginecología
- Hematología
- Infectología
- Kinesiología
- Nefrología
- Neumonología
- Neurocirugía
- Neurología
- Nutrición
- Obstetricia
- Odontología
- Oftalmología
- Oncología
- Otorrinolaringología
- Traumatología y Ortopedia
- Urología
- Cirugía
- Psiquiatría
- Psicología

## Servicio de Emergencias

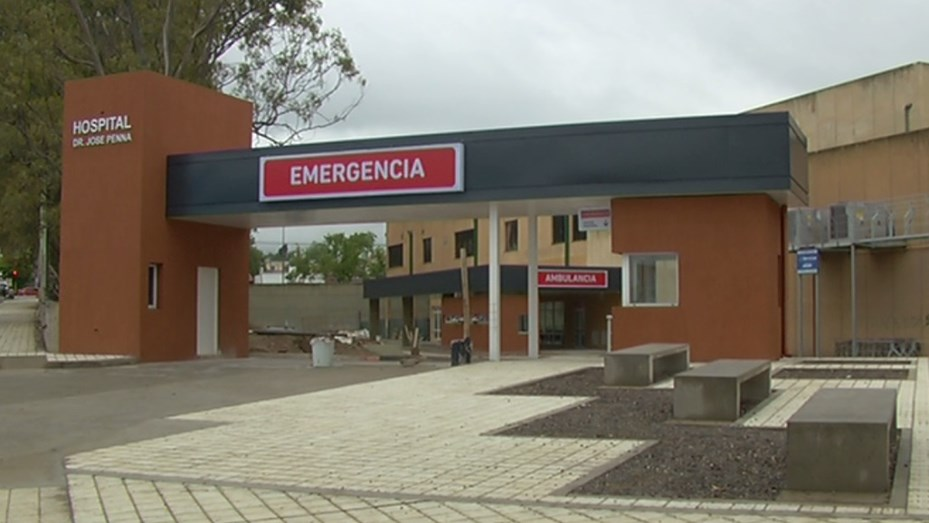
Servicio de Emergencias

El servicio brinda atención con profesionales de 5 especialidades.
- Clínica Médica
- Cirugía
- Traumatología
- Pediatría
- Psiquiatría.

Los profesionales atienden de 8 hs a 8 hs. El Servicio cuenta con 5 consultorios, (1 por especialidad), más un sector de Recuperación Cardiopulmonar (RCP). Se reciben personas que ingresan por politraumatismos y cuadros de emergencia, tanto para atención como para observación.
También se cuenta con guardia de Prepartos y Partos. Esta cuenta con consultorio de guardia Obstétrica y Ginecológica las 24hs con servicio activo de guardia. Única guardia pública que cuenta con este servicio en la ciudad.
En el año 2019 se realizó la inauguración de la nueva guardia del Hospital Penna, a la que asistieron autoridades como la entonces gobernadora de la Provincia de Buenos Aires María Eugenia Vidal.

## Servicio de apoyo

### Anatomía patológica
Los tipos de estudios realizados en el Servicio incluyen: biopsias incisionales, biopsias endoscópicas, biopsias quirúrgicas intraoperatorias y diferidas, estudios citológicos de líquidos de cavidades, P.A.A.F., colpocitogramas oncológicos (Papanicolaou), estudios de inmunomarcación y casos en interconsulta. Así mismo se realizan estudios de autopsia.

### Laboratorio
El laboratorio bioquímico está orientado a realizar estudios microbiologicos, inmunológicos, de genética molecular, hematologicos, de química clínica, endocrinologicos, entre otros.

### Diagnóstico por Imágenes y Radiología
Múltiples estudios pueden realizarse en el Hospital Penna como:
- Rayos X

- Tomografías computarizadas
- Estudios de medicina nuclear
- Imágenes por resonancia magnética
- Ecografías

### Otros servicios de apoyo
Además cuenta con un servicio de Farmacia, para pacientes sin cobertura social y sin posibilidad de costearlos (casi el 70% de la población a la que se atiende en el hospital no cuenta con ningún tipo de cobertura).